# Vreau să vă văd
Vreau să vă văd  (titlul original: în germană Ich will euch sehen) este un film dramatic coproducție est germano-sovietic, realizat în 1977 de regizorul János Veiczi, protagoniști fiind actorii Walter Plathe, Evgheni Zharikov, Grigore Grigoriu, Svetlana Suhovei. 
Filmul se bazează pe cazul real al lui Fritz Schmenkel, fost luptător din rezistența germană împotriva național socialismului, care a dezertat din armata germană și a luptat alături de partizanii bieloruși în timpul celui de-al Doilea Război Mondial, a fost prins și executat de trupele germane. Titlul se referă la faptul că pentru execuție, a refuzat să fie legat la ochi.

## Conținut
Muncitorul agricol, soldat al Wehrmachtului fascist, Fritz Schmenkel, dezertează în 1941 când se aflau în Bielorusia. Vrând să supraviețuiască, se alătură țăranilor ruși și intră în contact cu partizanii sovietici care, după îndelungate interogatorii prin profesorul de germană Miron, actual partizan, îl iau ca pe unul de-al lor. Schmenkel le-a câștigat încrederea într-o serie de acțiuni îndrăznețe și a fost distins cu Ordinul Steagul Roșu. În iarna anului 1943/44, a primit o misiune  de recunoaștere, dar cade în mâinile fasciștilor din Minsk. După zile întregi de interogatoriu, la care a rezistat, naziștii l-au condamnat la moarte și l-au executat.

## Distribuție
- Walter Plathe – Fritz Schmenkel
- Evgheni Zharikov – Miron
- Grigore Grigoriu – comisarul Ardatov
- Leon Niemțik – comandorul
- Svetlana Suhovei – Șura
- Piotr Veliaminov – colonelul Grigori
- Dieter Mann – ofițerul SD
- Jürgen Frohriep – Gustav
- Klaus-Peter Thiele – medicul
- Nina Maslova – Nadia
- Valentina Ananina – Lușka
- Valeria Zaklunnaia – Elisaveta
- Liudmila Gladunko – Ira
- Ivan Gavriliuk – Konoplov
- Gojko Mitić – Muratov
- Fiodor Odinokov – Karzev
- Leonid Kmit – Stepan
- Milan Beli – aviatorul
- Iosif Matusevici – Andrei
- Vladimir Antonov – Ilioșa
- Willi Schrade – soldatul rupt de trupă
- Lothar Schellhorn – comandantul bateriei
- Hermann Lewerenz – un colonel
- Ralph Boettner – judecătorul de instrucție la execuție
- Jochen Else – subofițerul la execuție
- Dietmar Obst – un subofițer
- Klaus Stolp – locotenentul rus
- Gerd Blahuschek – subofițerul Puhlmann
- Gunnar Helm – soldatul din tren
- Gerry Wolff – naratorul